# Rue Ruest
La rue Ruest est une voie de la commune française de Colmar.

## Situation et accès
Cette voie de circulation, d'une longueur de 130 m (plus un décrochage de 55 m), se trouve dans le quartier centre.
On y accède par les rues Vauban, Étroite, des Artisans et du Triangle.
Cette voie n'est pas desservie par les bus de la TRACE.

## Origine du nom
Historiquement, comme l'attestent les anciens plans de Colmar, la rue s'appelait Rustengasse (en alsacien Rüestgass), c'est-à-dire la rue de l'Orme,.
Bien que Ruest soit aussi un nom de famille, le nom actuel semble donc tout naturellement issu d'une traduction erronée ayant fait passer un nom commun pour un nom de famille (contrairement au cas inverse qui se produit plus souvent. Cf. la rue Kalb devenue la rue des Veaux à Strasbourg).